# Bambusa pervariabilis
Bambusa pervariabilis är en gräsart som beskrevs av Mcclure. Bambusa pervariabilis ingår i släktet Bambusa och familjen gräs. Inga underarter finns listade i Catalogue of Life.